# Prospekt Mira (metrostation Moskou, Koltsevaja-lijn)
Prospekt Mira (Russisch: Проспект Мира) is een station aan de Koltsevaja-lijn van de Moskouse metro. Het werd op 30 januari 1952 geopend als onderdeel van het noordelijke stuk van de ringlijn. Aanvankelijk kreeg het de naam Botanitsjeski Sad, op 20 juni 1966 werd het station genoemd naar de bovengelegen Vredeslaan (Prospekt Mira). De naam Botanitsjeski Sad is in 1978 hergebruikt voor een station aan de Kaloezjsko-Rizjskaja-lijn. 

## Geschiedenis
In de oorspronkelijke metroplannen uit 1932 was er geen sprake van een ringlijn maar van diameters met een centraal overstappunt in de buurt van het Kremlin. Het eerste voorstel voor een ringlijn kwam in 1934 met 17 sations onder de tuinring. In 1938 volgde een voorstel voor een tracé dat ongeveer de binnenkant van de derde ringweg zou volgen, in dat plan zou Rizjskaja het overstappunt worden tussen de ringlijn en de Rizjskaja-radius tussen het centrum en Ostankino. In 1941 werd weer een traject dichter bij het centrum voorgesteld. Het uiteindelijk gebouwde tracé is in 1943 vastgelegd dat de Rizjskaja-radius, het noordelijke deel van de Kaloezjsko-Rizjskaja-lijn, kruist ter hoogte van de botanischetuin van de staatsuniversiteit. Het overstappunt tussen de beide lijnen werd dan ook naar deze kruising verplaatst en de stations kregen de naam Botanitsjeski Sad (Botanischetuin). De bouw begon in 1947 en werd in vier secties verdeeld. Sectie 2 en 3 werden tijdens de aanleg samengevoegd zodat het deeltraject Koerskaja – Beloroesskaja als een geheel op 30 januari 1952 werd geopend. De tunnels ten westen van Prospekt Mira werden geboord met een recordsnelheid van 150 meter per maand. Tussen die tunnels werd ook een aansluiting op een verbindingstunnel gebouwd die via een boog aansluiting biedt op de Rizjskaja-radius. Deze verbindingstunnel was tot eind 1971 de enige verbinding tussen de Rizjskaja-radius en de rest van het metronet. Vanaf 1957 werd de route vanaf de tuinring naar Jaroslavl  ten noorden van Moskou binnen de kleine ringspoorlijn van Moskou, die destijds de stadsgrens vormde, tot autoweg omgebouwd. De eerste Metsjanskajastraat, de Troitskojeweg, de Grote Aleksejevskajastraat, de Grote Rostokinostraat en het deel van de Jaroslavlweg op Moskous grondgebied werden samengevoegd tot Prospekt Mira (Vredeslaan). Op 26 oktober 1966, toen de nieuwe Botanischetuin van de Sovjet academie van wetenschappen in Ostankino geopend werd, werden de stations omgedoopt naar de nieuwe weg naar het noorden. De naam Botanitsjeski Sad werd in 1978 hergebruikt voor het station aan de oostkant van de nieuwe Botanische tuin. In 1991 en 1992 is voorgesteld om het station aan de ringlijn om te dopen in Metsjanskaja Sloboda, de buurt waar het station ligt, en dat aan de Kaloezjsko-Rizjskaja-lijn in Olympiyskaja, als verwijzing naar de sporthal en het zwembad van de Olympische Spelen in Moskou die vlak ten westen van het station liggen. Deze voorstellen zijn echter verworpen. 

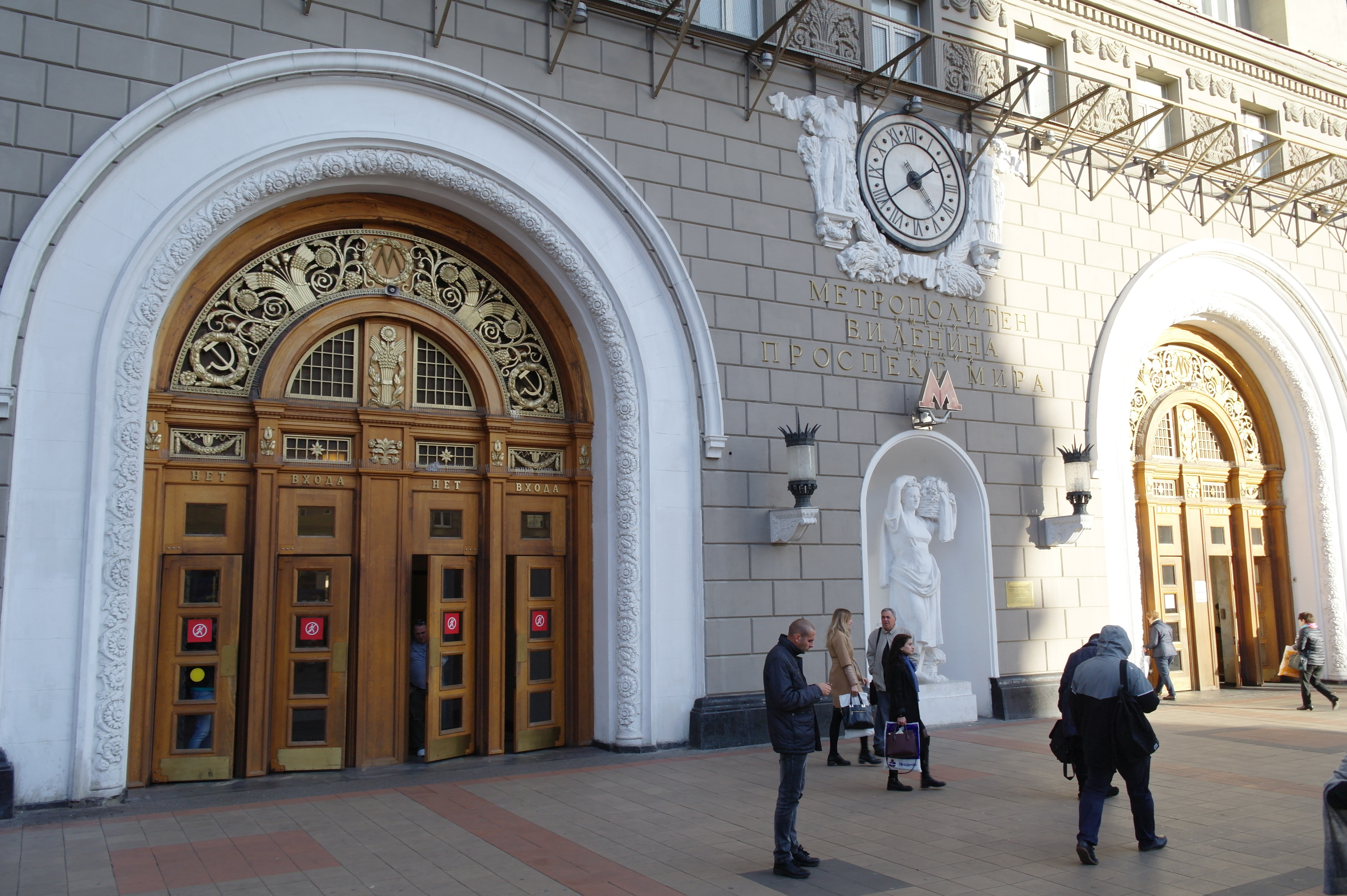
De voorgevel van het station
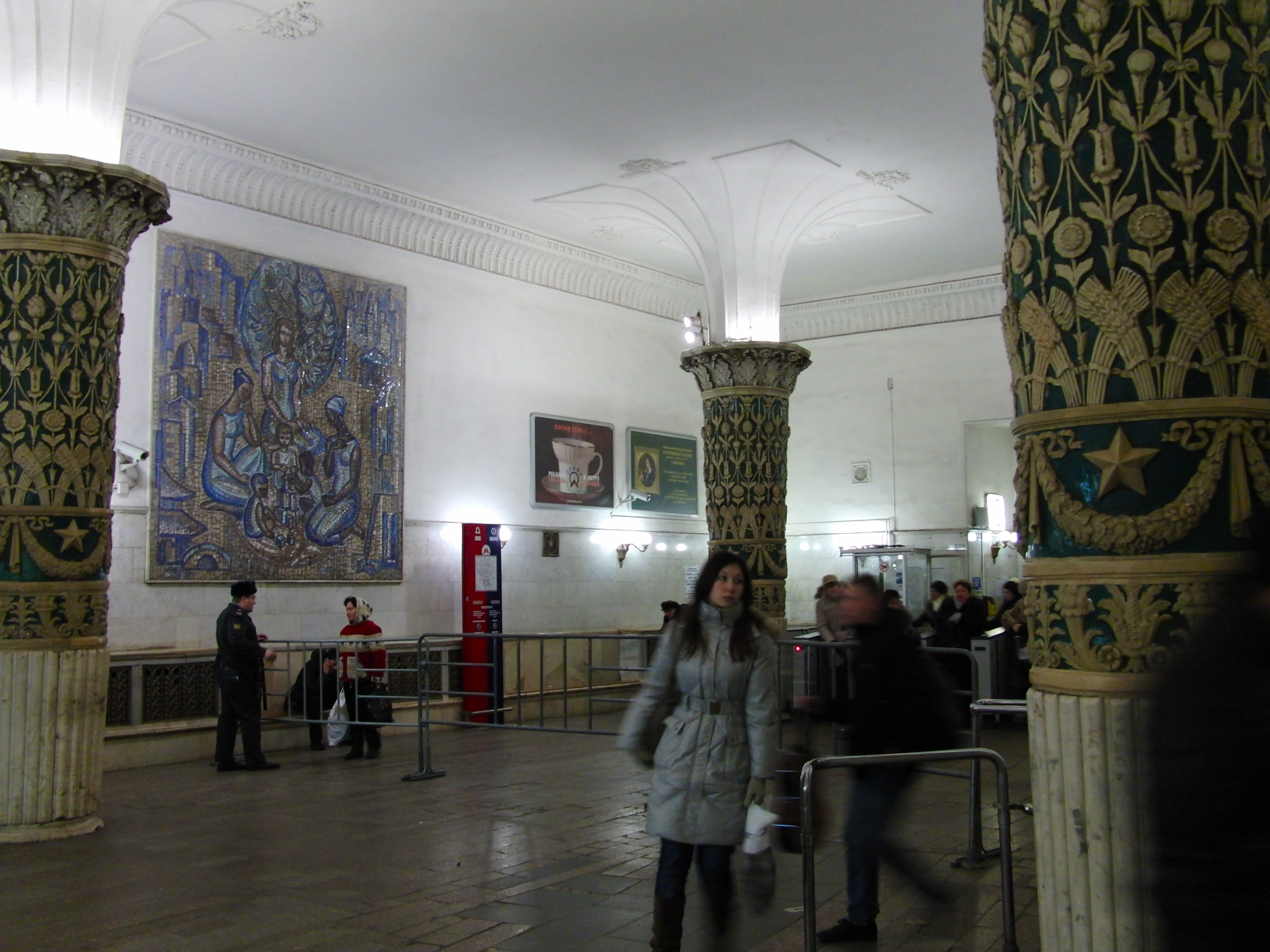
Interieur van de stationshal
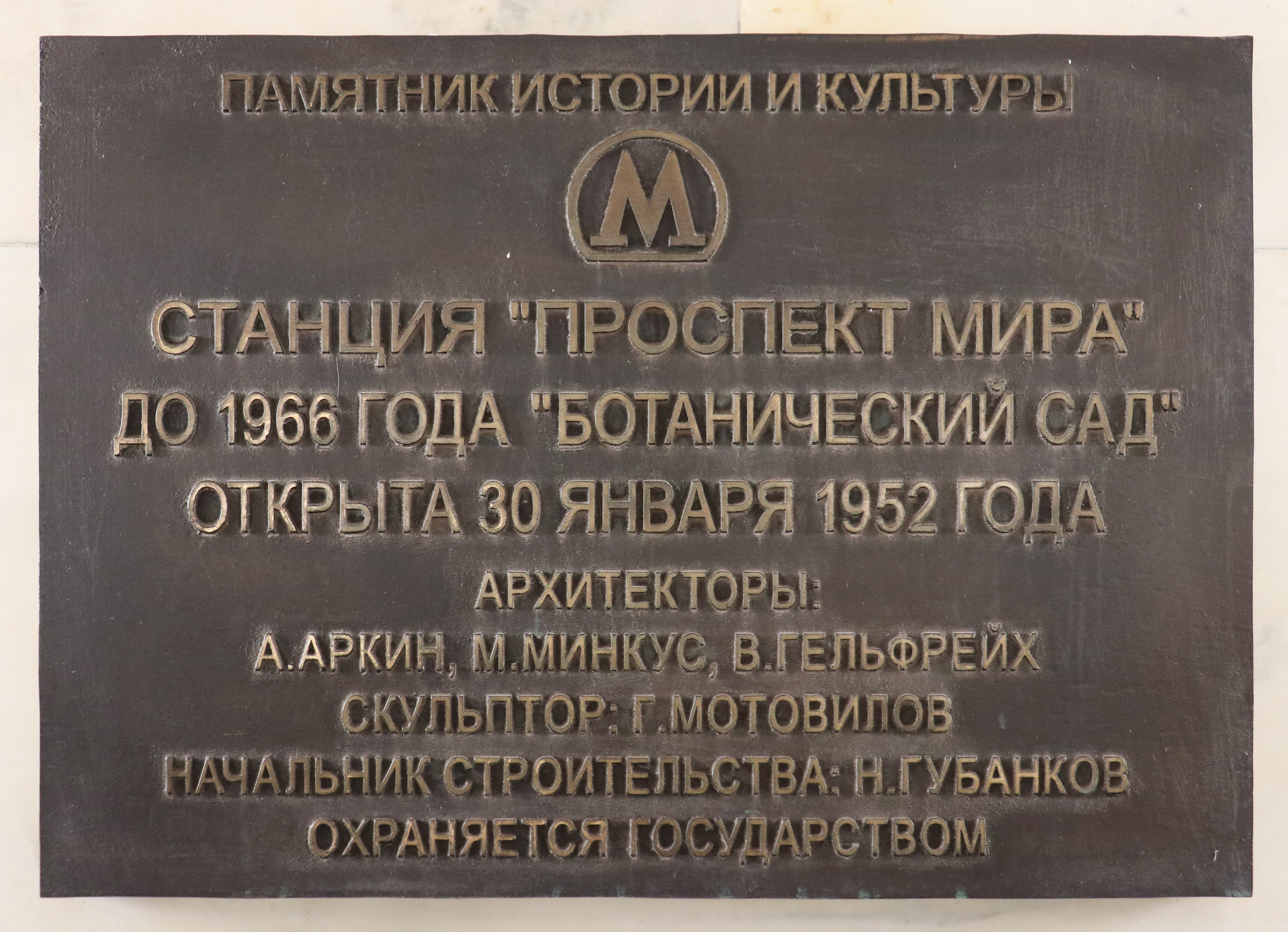
Het officiële naambord

## Ontwerp en inrichting

### Bovengronds
De stationshal bevindt zich op de begane grond van een woonblok aan de Prospekt Mira. De grote rechthoekige hal met kaartverkoop en toegangspoortjes is ontworpen door architect A.E. Arkin. Het plafond en daarmee het bovenliggende woonblok wordt ondersteund door palmvormige zuilen met kapitelen. Het middenstuk van de zuilen is opgesierd met majolica met gouden slingers, korenaren, bloemen en sterren op een groene ondergrond. De wanden van de hal zijn vrij sober afgewerkt met eenvoudig pleisterwerk. Het geheel wordt verlicht door lampen die achter de kapitelen van de zuilen zin geplaatst. De achterwand was oorspronkelijk opgesierd met een bas-reliëf van Jozef Stalin. Dit reliëf werd in 1956 in het kader van de destalinisatie verwijderd. In 1967 maakte de kunstenaar A.N. Koeznetsov een mozaïek met de naam “Moeders van de Wereld” voor de tentoonstelling ter gelegenheid van 50 jaar Sovjet- Rusland. Het mozaïek beeldt moeders met kinderen van de drie “hoofdrassen” af tegen de achtergrond van gebouwen uit diverse wereldsteden. Na afloop van de tentoonstelling werd het, in verband met de nieuwe naam van het station, opgehangen in het station op de plaats waar voorheen het reliëf van Stalin hing. De stationshal is met het oosteinde van het perron verbonden via  roltrappen die tussen de ingang en uitgang de hal bereiken. In de grijze gevel zijn de in- en uitgang geaccentueerd door witte bogen. De stationshal was van 30 mei 2015 tot 16 mei 2016 gesloten voor groot onderhoud. Tijdens het onderhoud zijn de drie oorspronkelijke roltrappen vervangen door vier nieuwe roltrappen. Ook de gevel is opgeknapt waarbij het beeld “Overvloed”, van beeldhouwer G.I. Motovilov, is gerestaureerd. Het beeld van een vrouw met fruitmand is daarna teruggeplaatst in de nis die zich boven de roltrappen in de gevel bevindt. Tevens is het naambord onder de, door een man en een vrouw geflankeerde, stationsklok vervangen door metalen letters die direct op de gevel zijn aangebracht.  

### Ondergronds
Ondergronds is er sprake van een pylonenstation op 40 meter diepte dat is ontworpen door de architecten V.G. Gelfrejch en M.A. Minkoes. Het thema van het station is “Transformatie van de natuur” hetgeen tot uitdrukking komt in de ornamenten in het station. De pylonen zijn bekleed met marmer en voorzien van kroonlijsten. Aanvankelijk had de middenhal aan de westzijde een eindwand waar in 1953 een afbeelding van Stalin op werd aangebracht. In 1958 werd deze wand weggebroken ten behoeve van de overstaptunnel naar de Rizjskaja-radius. Beeldhouwer G.I. Motovilov sierde de pylonen aan de kant van de middenhal op met medaillions die geflankeerd worden door reliëfs van kransen, bladeren, bloemen en banieren. De medaillions zelf hebben afbeeldingen van boeren, tuinmannen en bloemisten aan het werk. Aan de perronzijde zijn ventilatieroosters aangebracht met de hamer en sikkel van de Sovjet-Unie. Het gewelf van de middenhal is gestuuct in een ruitvormig patroon, in de perronhallen is er geen patroon aangebracht. De verlichting wordt verzorgd door kroonluchters, in de middenhal met twaalf lampen elk, boven de perrons met acht lampen elk. De vloer bestaat uit grijs en zwart graniet in dambordpatroon. De tunnelwanden zijn bekleed met geaderd rood marmer. De stationshal is via de roltrappen aan de oostkant van het perron bereikbaar. Overstappers kunnen gebruik maken van de trappen aan de westzijde van het perron. Via een brug over het noordelijke spoor komen de reizigers dan bij roltrappen naar de op 50 meter diepte gelegen verbindingstunnel naar de middenhal van de Kaloezjsko-Rizjskaja-lijn. De wanden langs de trappen en de tunnel tot de roltrappen zijn bekleed met gebroken wit-roze en violet-rood nedertagil marmer.  

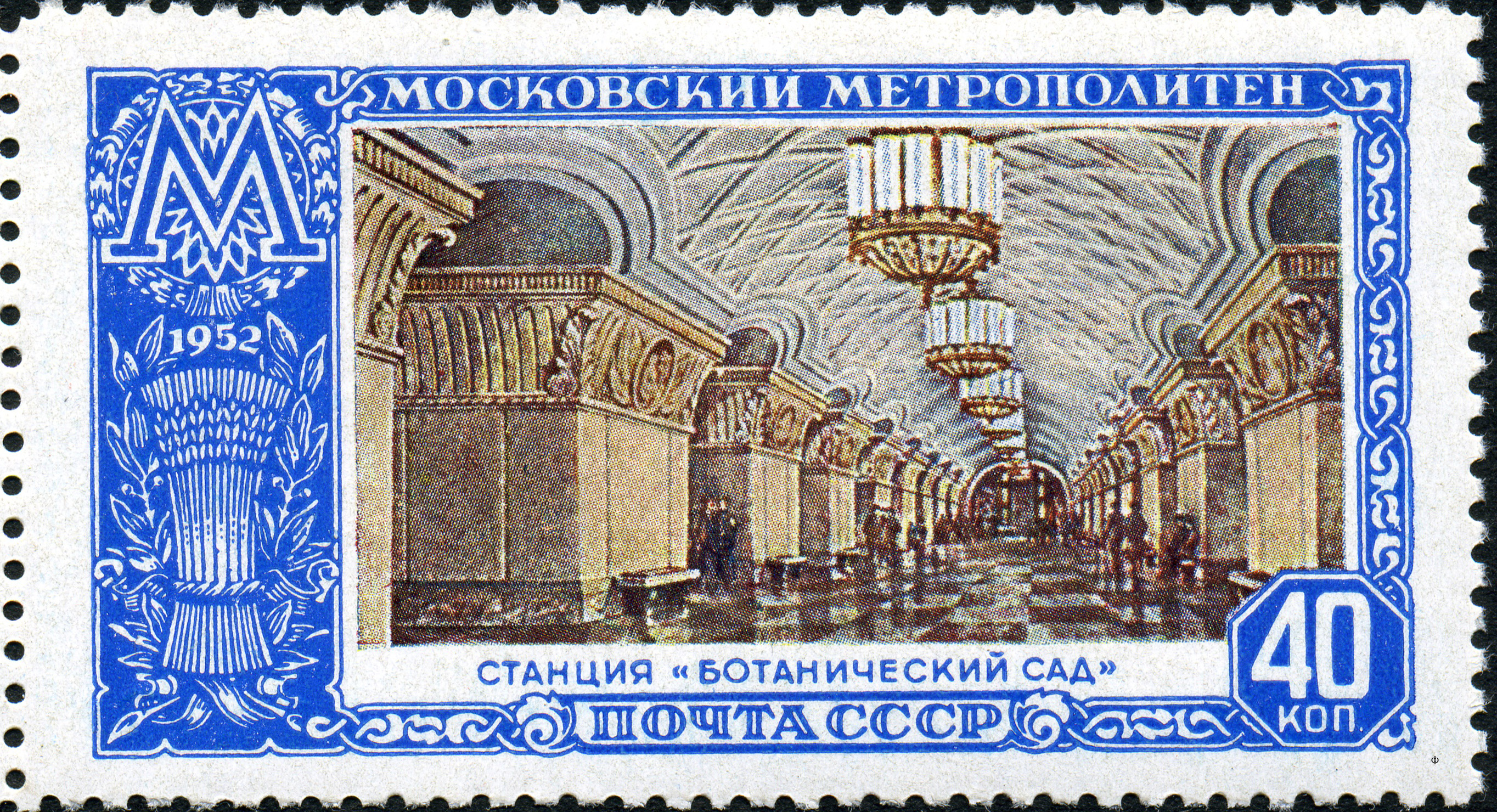
Postzegel uitgegeven ter gelegenheid van de opening, met de oorspronkelijke naam
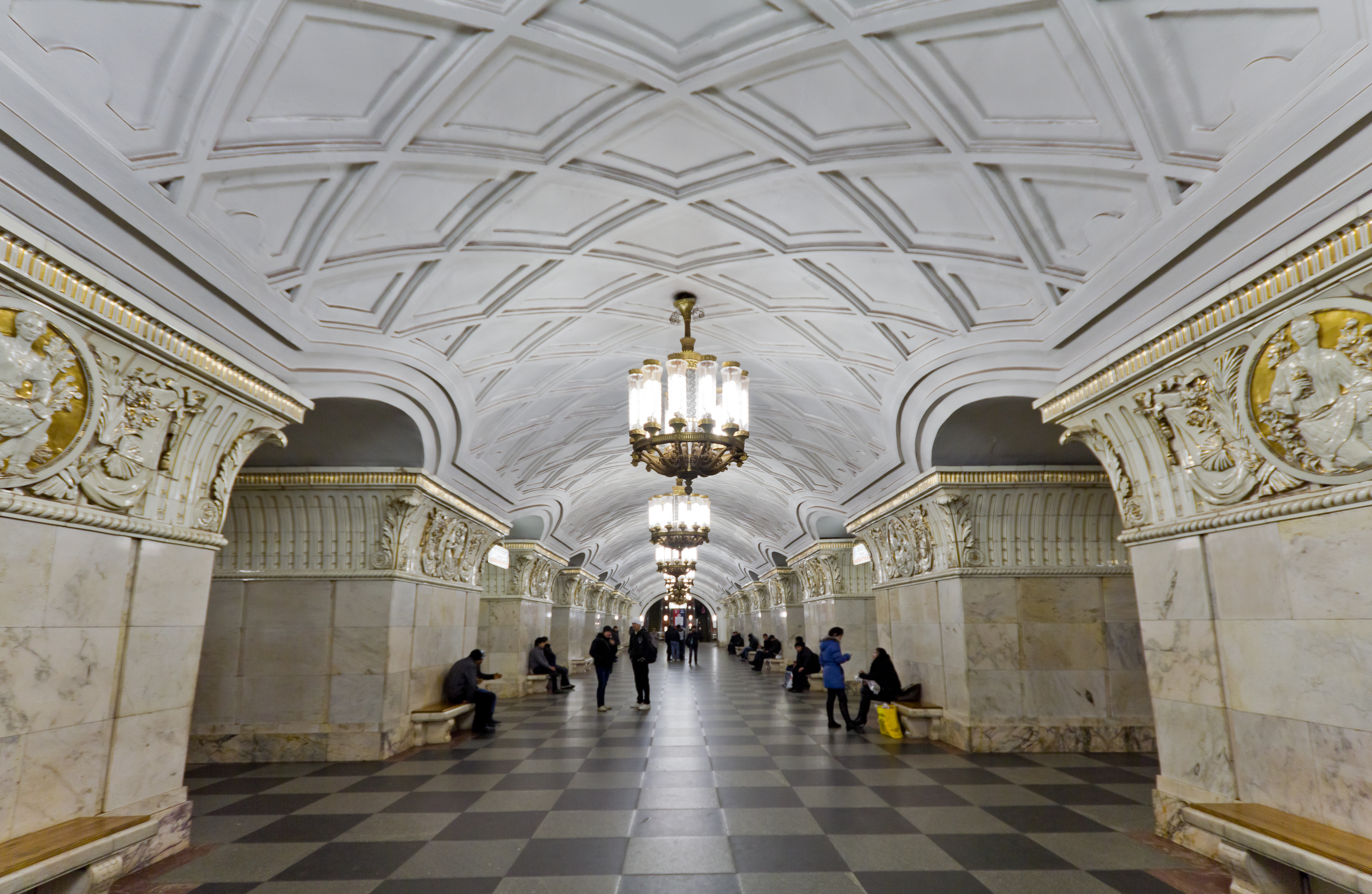
De middenhal in 2012
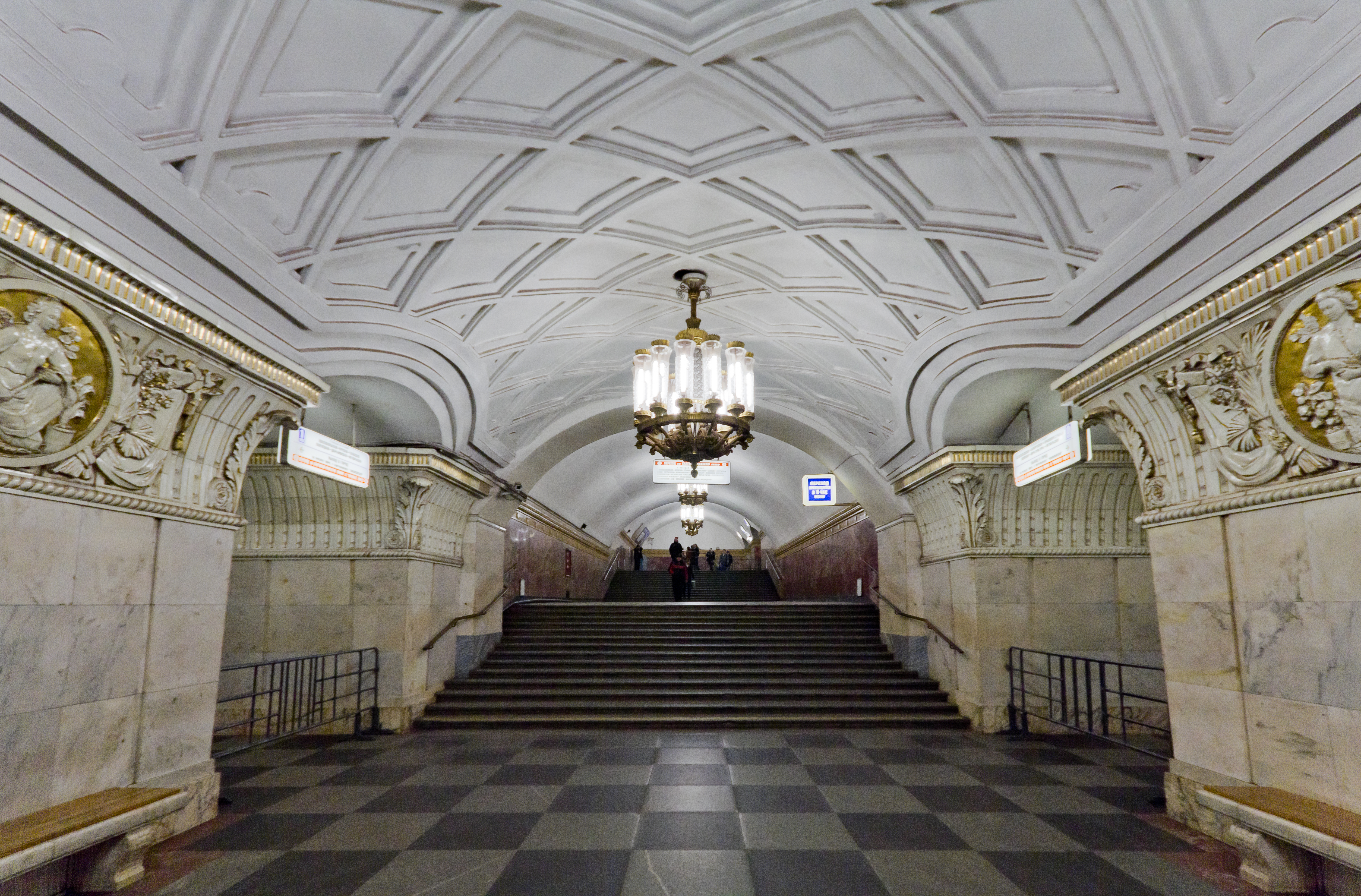
De trap voor de overstappers tussen de beide lijnen

## Reizigersverkeer
In 2002 werden 47.000 instappers en 48.100 uitstappers per dag geteld. Het station is dagelijks geopend van 5:30 uur en 01:00 uur. Reizigers met de klok mee kunnen op oneven dagen vanaf 5:38 uur instappen, op even dagen is dat doordeweeks en minuut later en in het weekeinde een minuut eerder. Tegen de klok in is het eerste vertrek op oneven dagen om 5:49 uur en op even dagen om 5:47 uur. Overstappers kunnen ondergronds overstappen op de Kaloezjsko-Rizjskaja-lijn, bovengronds zijn er bushaltes van diverse lijnen aan de Prospekt Mira terwijl de tramhaltes te vinden zijn aan de Protopopovskibaan iets ten noorden van het stationsgebouw. 

## Omgeving
Achter het station ligt aan de oostkant tussen de huizen de oudste botanische tuin van Rusland. De tuin werd in 1706 gesticht door Peter I van Rusland in wat toen de noordelijke buitenwijk van Moskou was. Op 1 april 1805 werd de zogeheten farmaceutische tuin gekocht door de Universiteit en werd het de botanische tuin van de Staatsuniversiteit van Moskou. In 1950 werd bij de nieuwbouw van de universiteit op de Leninheuvels ook een nieuwe botanische tuin aangelegd, sindsdien is de farmaceutische tuin een dependance van die botanische tuin onder de naam “Apothekers tuin”.  Aan de westkant ligt op ongeveer 200 meter het Olympisch complex van de Olympische Spelen in Moskou. Het complex bestond uit een sporthal voor zaalsporten en een zwemhal met een 50 meter bad en een duiktoren. Het werd tussen 1977 en 1980 gebouwd voor de zomerspelen van 1980 en was bij de oplevering op 19 juli 1980 de grootste sporthal in Europa. De twee ovalen gebouwen werden op 1 januari 2019 gesloten voor een ingrijpende renovatie en in februari 2020 was de zwemhal gesloopt en was de sporthal op de gevel na ontmanteld. 